# Alcool méthoxybenzylique
L'alcool méthoxybenzylique est un composé organique aromatique de formule brute C8H10O2. Il constitué d'un cycle benzénique portant un groupe méthoxyle (—OCH3) (anisole) et un groupe hydroxyméthyle (—CH2OH) (alcool benzylique).  Comme tous les benzènes disubstitués, il existe sous la forme de trois isomères structuraux, les composés ortho, méta et para, selon la position relative des deux substituants sur le cycle.

## Noms
L'alcool 4-méthoxybenzylique, utilisé notamment comme parfum, est parfois désigné sous le nom trivial d'« alcool anisique ». Ce terme est toutefois aussi employé, en particulier dans la littérature anglophone, comme synonyme trivial d'« alcool méthoxybenzylique », et peut donc aussi désigner ses trois isomères.

## Propriétés
| Alcool méthoxybenzylique | | | |
| Nom systématique         | (2-Méthoxyphényl)méthanol                                                                             | (3-Méthoxyphényl)méthanol                                                                            | (4-Méthoxyphényl)méthanol                                                                                            |
| Autre nom                | Alcool 2-méthoxybenzylique Alcool orthométhoxybenzylique Alcool o-méthoxybenzylique alcool o-anisique | Alcool 3-méthoxybenzylique Alcool métaméthoxybenzylique Alcool m-méthoxybenzylique alcool m-anisique | Alcool 4-méthoxybenzylique Alcool paraméthoxybenzylique Alcool p-méthoxybenzylique alcool anisique alcool p-anisique |
| Formule topologique      | | | |
| Numéro CAS               | 612-16-8                                                                                              | 6971-51-3                                                                                            | 105-13-5 |
| PubChem                  | 69154                                                                                                 | 81437                                                                                                | 7738 |
| Formule brute            | C8H10O2                                                                                               | C8H10O2                                                                                              | C8H10O2 |
| Masse molaire            | 138,163 g·mol−1                                                                                       | 138,163 g·mol−1                                                                                      | 138,163 g·mol−1 |
| État (CNTP)              | liquide                                                                                               | liquide                                                                                              | solide à liquide |
| Apparence                | liquide incolore inodore                                                                              | liquide jaunâtre                                                                                     | solide ou liquide incolore à jaunâtre odeur fruitée                                                                  |
| Point de fusion          | | | 22 à 25 °C |
| Point d'ébullition       | 248 à 250 °C                                                                                          | 250 °C (964 hPa)                                                                                     | 259 °C |
| Point d'éclair           | 110 °C (coupelle fermée)                                                                              | 110 °C (coupelle fermée)                                                                             | 113 °C (coupelle fermée)                                                                                             |
| Masse volumique (g.cm-3) | 1,039                                                                                                 | 1,112                                                                                                | 1,113 |
| Solubilité dans l'eau    | pratiquement insoluble                                                                                | immiscible                                                                                           | légèrement soluble (20 °C)                                                                                           |
| LogP                     | 1,13                                                                                                  | | 1,1 |
| SGH                      | | | Attention |
| Phrase H et P            | | | H302, H315, H319 et H335                                                                                             |
| Phrase H et P            | | P301+P312+P330 et P302+P352 P305+P351+P338                                                           | |